# Delosperma parentum
Delosperma parentum är en isörtsväxtart som beskrevs av Niederle. Delosperma parentum ingår i släktet Delosperma, och familjen isörtsväxter. Inga underarter finns listade i Catalogue of Life.